# Dvorce (Kyjov)

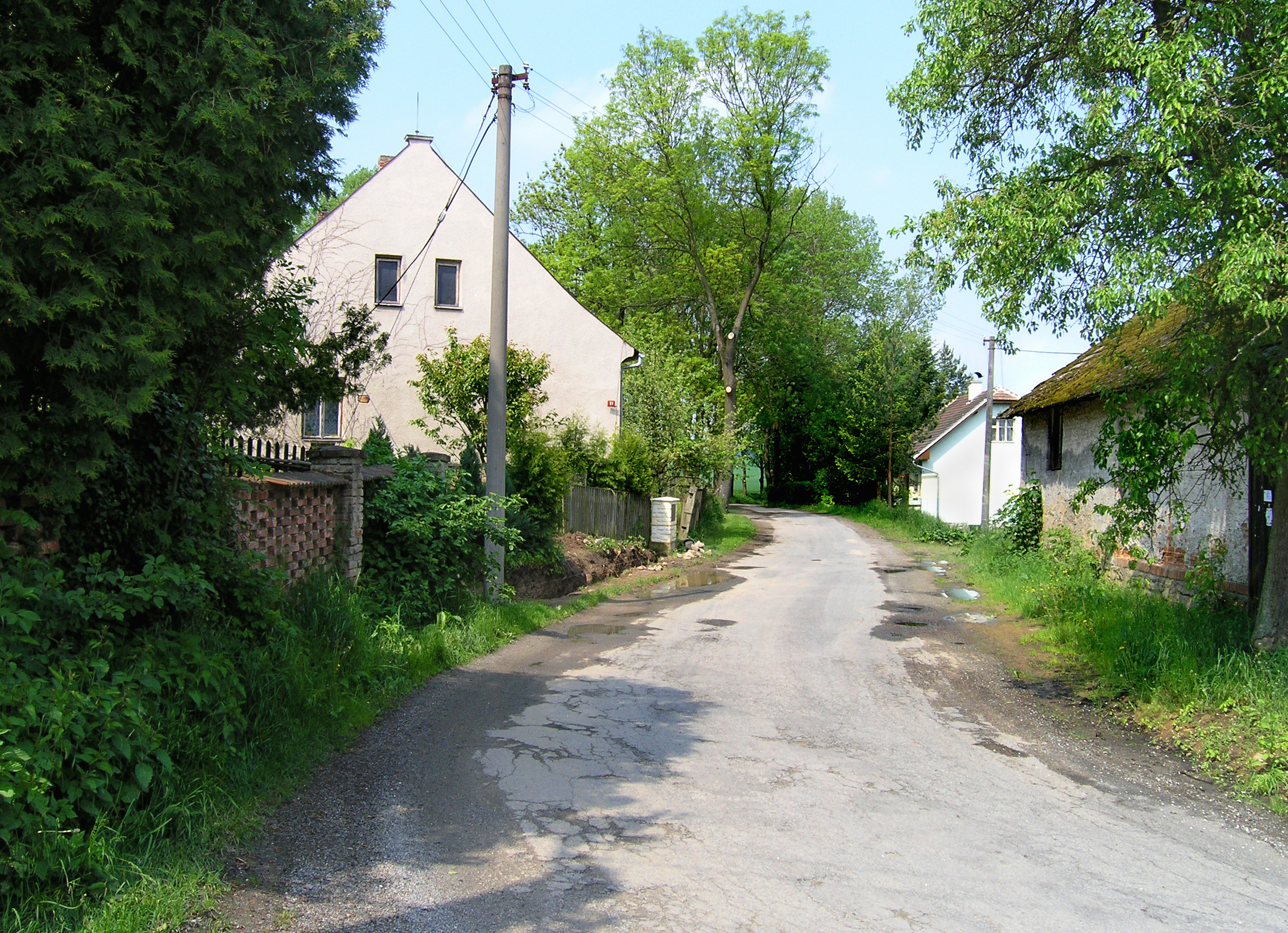
Straße nach Kyjov

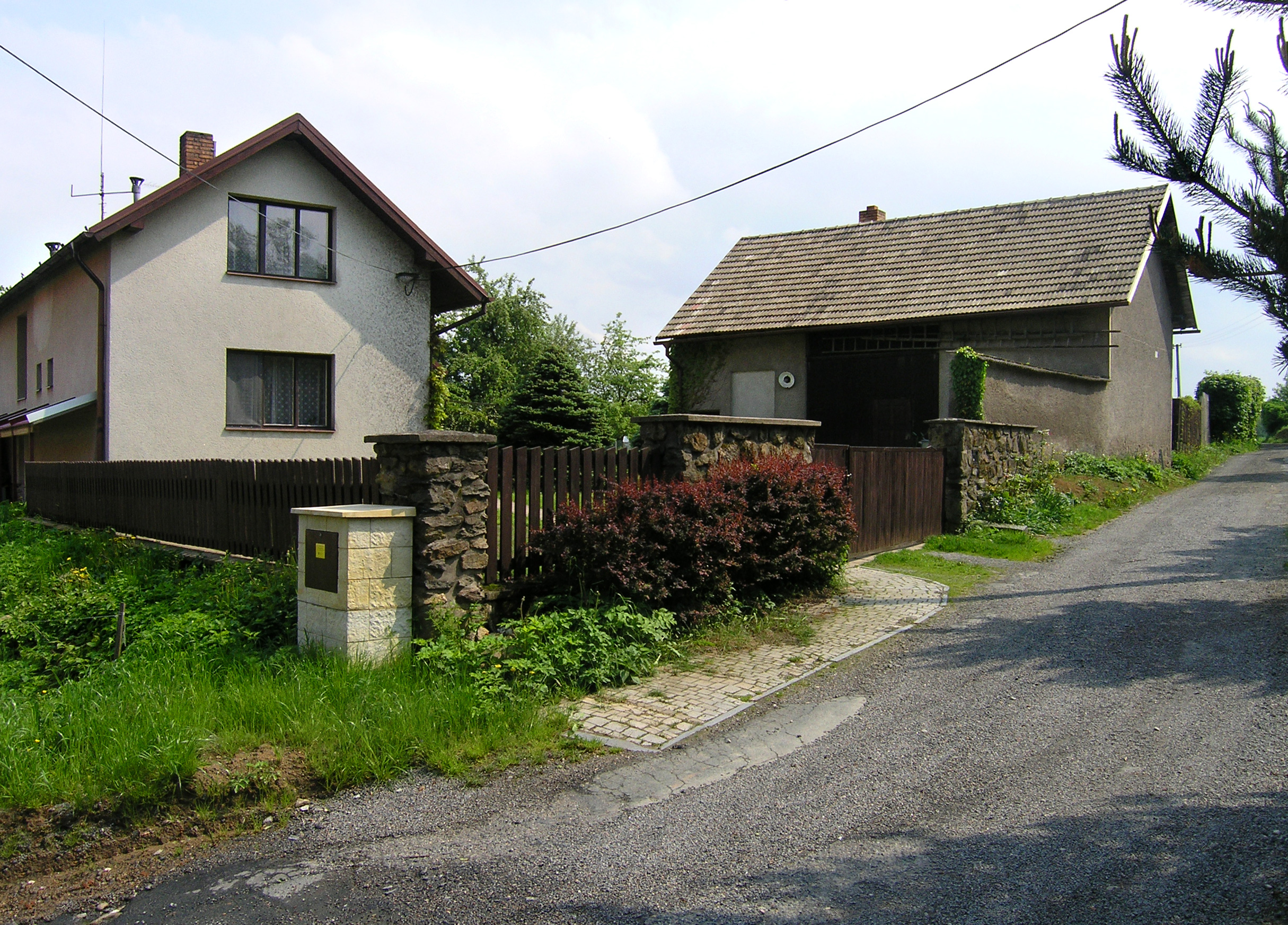
Häuser im Ortszentrum

Dvorce, bis 1960 Šenklívy (deutsch Schenkelhöfel) ist ein Ortsteil der Gemeinde Kyjov in Tschechien. Er liegt drei Kilometer nordöstlich des Stadtzentrums von Havlíčkův Brod und gehört zum Okres Havlíčkův Brod.

## Geographie
Dvorce befindet sich rechtsseitig über dem Tal der Sázava an einem Höhenrücken in der Hornosázavská pahorkatina (Hügelland an der oberen Sázava). Westlich des Weilers liegt das Tal des Baches Břevnický potok. Im Süden führen die Staatsstraße I/34 von Havlíčkův Brod nach Ždírec nad Doubravou sowie die Bahnstrecke Brno–Havlíčkův Brod durch das Sázava-Tal. Entlang des Břevnický potok verläuft die Bahnstrecke Havlíčkův Brod–Pardubice. Östlich erhebt sich der Böhmův kopec (477 m n.m.). 
Nachbarorte sind Břevnice und Kyjov im Norden, Ždírec im Nordosten, Böhmův Dvůr und Rouštany im Osten, Pohled, Anžírna, Zálesí und Dvorek im Südosten, Samoty, Termesivy und Hamry im Süden, Žižkov und Pohledští Dvořáci im Südwesten, Vršovice und U Venců im Westen sowie U Pabousků, U Myslivců, Občiny und Český Dvůr im Nordwesten.

## Geschichte
Nach der Gründung der Stadt Brod Smilonis wurde in der Mitte des 13. Jahrhunderts in deren Weichbild in ein bis zwei Kilometern Entfernung ein Gürtel von landwirtschaftlichen Einzelhöfen der Broder Bürger angelegt. Die Bewirtschaftung der Höfe erfolgte nicht durch die Bürger selbst, sondern durch freie Erbpächter, die dafür einen festen Schoss zahlten. Die Höfler waren anfänglich ganz freie Bauern und wurden im 14. Jahrhundert unter Befreiung von fast allen Verpflichtungen der Grundobrigkeit untertänig. Im Gegensatz zu den böhmischen Freihöfen waren die Höfler nicht landtäflig belehnt, sie standen mit den Eigentümern in einem erblichen emphyteutischen Verhältnis. Die Rechtsstellung der Höfler ist vergleichbar mit den Künischen Freibauern, nirgends sonst im Königreich Böhmen lagen die Freihöfe in einer solchen Dichte wie um Brod Smilonis. Es wird angenommen, dass die in Sichtweite der Bergstadt befindlichen Höfe zugleich auch deren Schutz und zur Warnung vor herannahenden feindlichen Truppen dienten; die Höfe Rauchstein, Haderburg, Schenkelhöfel und der Schidlakhof lagen an der Straße nach Přibyslav.
Die erste schriftliche Erwähnung des Hofes Šenklhof erfolgte 1278 im Stadtprivileg von Brod Smilonis als Zubehör der Stadt. Nachdem die Stadt Deutschbrod 1422 von den Hussiten unter Jan Žižka erobert und zerstört worden war, bemächtigte sich Nikolaus Trčka von Lípa der Stadtgüter und schlug sie seiner Burg Lipnitz zu. Die meisten Höfler machte er seinen Meierhöfen Chlístov und Klanečná untertänig. Im Jahre 1496 kam es zu einer Rebellion der Höfler, die ihre alten Rechte wiederhergestellt haben wollten. Im Jahre 1562 erwarb Franz von Thurn und Valsassina die Herrschaft Deutschbrod, die Rychta der Höfler wurde dabei von den Deutschbroder Stadtrechten abgetrennt und der Herrschaft Světlá zugeordnet. Im Urbar der Herrschaft Světlá von 1591 wird der Hof Šenklyfy unter den dem Höfler-Rychtář in Veselice unterstehenden Höfen um Deutschbrod aufgeführt.
Jan Rudolf Trčka von Lípa, der die Herrschaft Světlá 1597 von seinem Bruder Maximilian geerbt hatte, verkaufte 1598 das Dorf Suchá sowie die Höfe Šenklhofy, Termesivy, Spálené dvory, Pavučkovy dvory und Kylhofy seinem Swietlaer Hauptmann Johann Güglinger von Kneiselstein (Jan Gyglingar z Kneislštejna). Die damit von den übrigen dvořáci na samotách kolem Brodu (Höfler in den Einöden um Brod) abgetrennten Höfe wurden als dvořáci na vrších (Höfler auf den Höhen) bezeichnet. Das Gut Termesivy und die Höfler auf den Höhen wurden nach der Schlacht am Weißen Berg aus dem Besitz des Güglinger von Kneiselstein konfisziert und dem Kloster Frauenthal übereignet, fortan wurde dieser Teil der Höfler als Frauenthaler Höfler bezeichnet. 1782 hob Kaiser Joseph II. das Zisterzienserinnenkloster auf und wies das Gut Frauenthal dem Religionsfonds zu. Bis 1807 wurde das Gut von der k.k. böhmischen Staatsgüteradministration verwaltet, danach öffentlich versteigert und an Joseph Graf von Unwerth verkauft. Nach dessen Tod erbte 1822 Eugen Graf Silva-Tarouca-Unwerth den Besitz.
Im Jahre 1840 bestand die im Caslauer Kreis gelegene und zur Streusiedlung Höfern konskribierte Rotte Schenkelhof aus 4 Häusern. Schenkelhof war nach Hammer die zweitgrößte Siedlung der Ortsgemeinde und deren Sitz. Pfarrort war Teutschbrod. Bis zur Mitte des 19. Jahrhunderts blieb die zur Iglauer Sprachinsel zugerechnete Rotte dem Gut Frauenthal und Termeshöfen untertänig.
Nach der Aufhebung der Patrimonialherrschaften bildete Schenkelhöfen / Šenklívy ab 1849 einen Ortsteil der Gemeinde Frantálské Dvorce bzw. Pohledské Dvorce im Gerichtsbezirk Deutschbrod. Ab 1868 gehörte der Ort zum Bezirk Deutschbrod. Später wurde die Rotte nicht mehr als Ortsteil geführt. Im Zuge der Eingemeindung von Pohledští Dvořáci nach Havlíčkův Brod am 1. Juli 1960 wurde eine neue Stadtgrenze entlang der Sázava und des Břevnický potok gezogen; Šenklívy lag jenseits beider Bachläufe und wurde der Gemeinde Kyjov zugeschlagen. Seit 1961 wird die Rotte unter den neuen Namen Dvorce als Ortsteil von Kyjov geführt. Zu dieser Zeit bestand Dvorce aus 7 Häusern und hatte 33 Einwohner. Am 30. April 1976 wurde Dvorce zusammen mit Kyjov nach Havlíčkův Brod eingemeindet. Seit dem 24. November 1990 ist Dvorce wieder ein Ortsteil der Gemeinde Kyjov. Beim Zensus von 2001 lebten in den 9 Häusern des Weilers 8 Personen.

## Ortsgliederung
Der Ortsteil Dvorce bildet zusammen mit Kyjov die Grundsiedlungseinheit Kyjov-Dvorce.
Dvorce ist Teil des Katastralbezirkes Kyjov u Havlíčkova Brodu.

## Sehenswürdigkeiten
- Glockenbaum im Ortszentrum